# نوكس ليه أوكسي
نوكس ليه أوكسي (بالفرنسية: Nœux-lès-Auxi)‏ هي بلدية تقع في إقليم باد كاليه من منطقة نور با دو كاليه في شمال فرنسا. تبلغ مساحة هذه المدينة 6.26 (كم²)، وترتفع عن سطح البحر 51 م، يبلغ عدد سكانها 174 نسمة حسب إحصاء المعهد الوطني للإحصاء والدراسات الاقتصادية سنة 2009 م. وترأس Daniel Melin البلدية خلال فترة (2008-2014).